# Economía de la Región de la Araucanía
La economía de la Región de La Araucanía, ubicada en Chile, dividida en 33 comunas. Es la penúltima región de Chile en términos de PIB per cápita.
A comparación del país, La Araucanía es una de las regiones más pobres del país. En la última CASEN 2020, en su medición de pobreza de ingresos, mostró que dentro de las 15 comunas más pobres, 10 son de esta región.

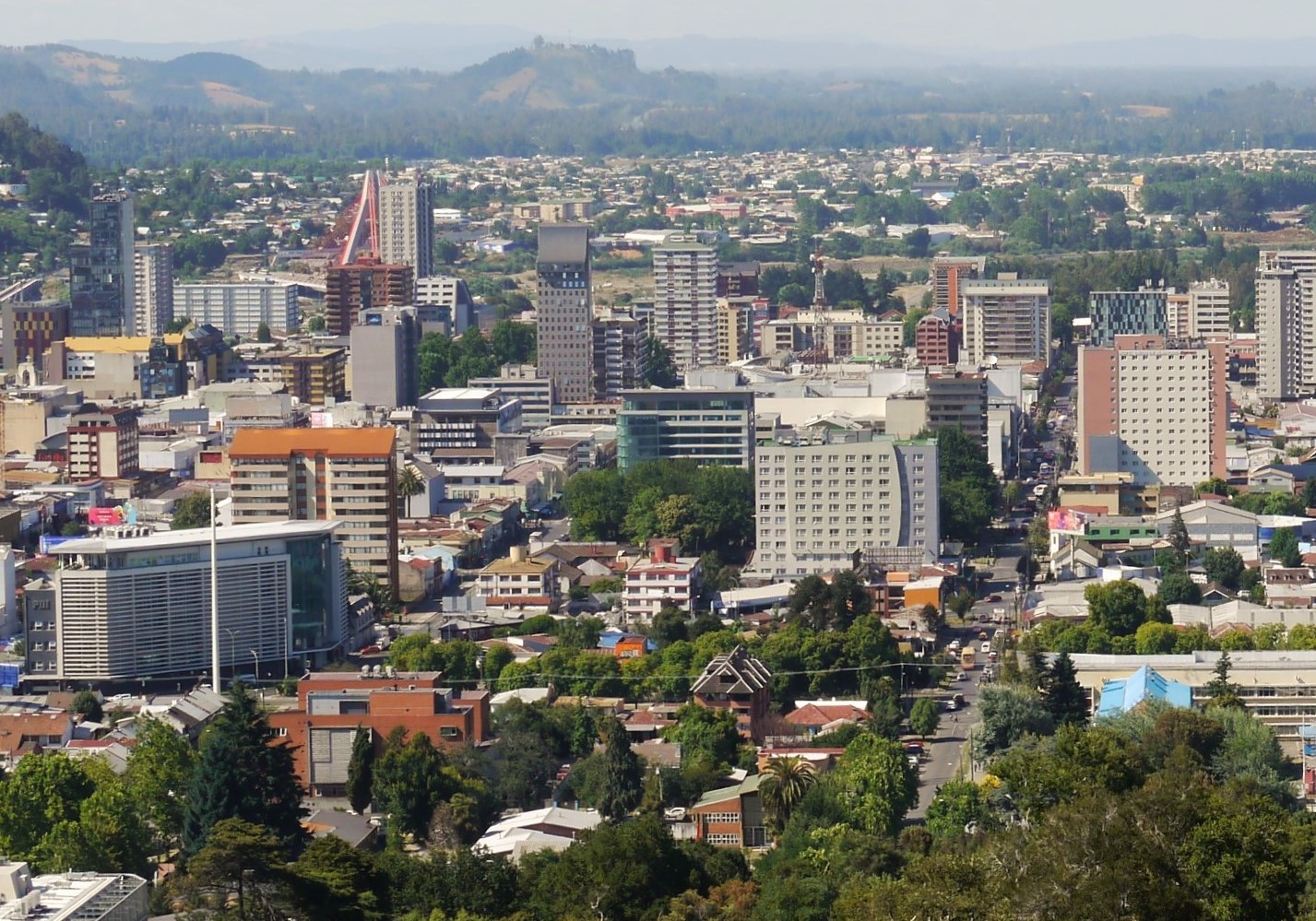
Temuco. Capital, centro financiero y comercial de la Región de la Araucanía

## Pobreza
En La Araucanía, el problema de la pobreza es evidente, la mayor manifestación de esta se da en la encuesta de 2011, donde de las 30 comunas más pobres del país, 18 eran de La Araucanía, teniendo el primer lugar Ercilla con 73,41% de su población pobre, seguida de Galvarino con un 67,95%, en el segundo lugar.
Aun así, la pobreza en esta región ha disminuido a grandes tasas. Si en 2011, 377.558 habitantes de la región eran pobres, en 2017 eran 171.320, lo que significa que en 6 años 206.238 personas salieron de la pobreza. La pobreza, en ese periodo, se redujo a la mitad (45,38%)
Si se consulta a la última encuesta de pobreza multidimensional de 2017, 5 comunas de La Araucanía aparecen dentro del top 10, la más alta llegando al 54,18%.
| Comuna         | Porcentaje | Puesto | Puesto Nacional |
| -------------- | ---------- | ------ | --------------- |
| Lonquimay      | 54,93%     | 1      | 5               |
| Galvarino      | 54,44%     | 2      | 6               |
| Saavedra       | 54,23%     | 3      | 7               |
| Cholchol       | 54,17%     | 4      | 8               |
| Curarrehue     | 54,11%     | 5      | 9               |
| Carahue        | 51,38%     | 6      | 12              |
| Ercilla        | 47,28%     | 7      | 14              |
| Toltén         | 46,38%     | 8      | 18              |
| Vilcún         | 43,59%     | 9      | 19              |
| Nueva Imperial | 43,55%     | 10     | 20              |

### Por ingresos
| Comuna         | Nacional      | Región        | Temuco        | Padre las Casas | Villarrica    | Angol         | Lautaro       | N. Imperial   | Victoria      | Pucón         |
| Metodología I  | Metodología I | Metodología I | Metodología I | Metodología I   | Metodología I | Metodología I | Metodología I | Metodología I | Metodología I | Metodología I |
| -------------- | ------------- | ------------- | ------------- | --------------- | ------------- | ------------- | ------------- | ------------- | ------------- | ------------- |
| 1990           | 38,60%        | 46,00%        |               |                 |               |               |               |               |               |               |
| 1992           | 32,90%        | 59,20%        |               |                 |               |               |               |               |               |               |
| 1994           | 27,60%        | 34,60%        |               |                 |               |               |               |               |               |               |
| 1996           | 23,20%        | 34,90%        |               |                 |               |               |               |               |               |               |
| 1998           | 21,70%        | 34,20%        |               |                 |               |               |               |               |               |               |
| 2000           | 20,20%        | 32,40%        |               |                 |               |               |               |               |               |               |
| 2003           | 18,70%        | 29,50%        |               |                 |               |               |               |               |               |               |
| Metodología II |               |               |               |                 |               |               |               |               |               |               |
| 2006           | 29,10%        | 48,50%        |               |                 |               |               |               |               |               |               |
| 2009           | 25,30%        | 48,50%        |               |                 |               |               |               |               |               |               |
| 2011           | 22,20%        | 39,70%        | 24,11%        | 49,89%          | 39,64%        | 28,18%        | 48,89%        | 44,32%        | 43,68%        | 26,05%        |
| 2013           | 14,40%        | 27,90%        | 18,40%        | 30,71%          | 15,68%        | 14,06%        | 33,42%        | 50,70%        | 21,68%        | 23,27%        |
| 2015           | 11,70%        | 23,60%        | 14,44%        | 25,08%          | 16,38%        | 22,22%        | 30,22%        | 31,81%        | 25,11%        | 14,59%        |
| 2017           | 8,60%         | 17,20%        | 10,4%         | 19,6%           | 12,5%         | 15,6%         | 16,8%         | 19,9%         | 22,5%         | 8,9%          |
| 2020           | 10,80%        | 17,40%        | 14,77%        | 18,86%          | 15,14%        | 14,86%        | 18,52%        | 19,96%        | 17,91%        | 15,27%        |

### Multidimensional
Desde 2015, se empezó a medir en Chile la pobreza multidimensional. Se tienen valores de pobreza multidimensional de 2015 y 2017, ya que la CASEN 2020 fue solamente por ingresos.
| Comuna | Nacional | Región | Temuco | Padre las Casas | Villarrica | Angol  | Lautaro | N. Imperial | Victoria | Pucón  |
| ------ | -------- | ------ | ------ | --------------- | ---------- | ------ | ------- | ----------- | -------- | ------ |
| 2015   | 20,9%    | 28,02% | 19,00% | 44,7%           | 23,00%     | 16,80% | 41,90%  | 31,81%      | 25,11%   | 14,59% |
| 2017   | 20,7%    | 27,54% | 16,5%  | 36,2%           | 27,50%     | 21,30% | 22,10%  | 45,80%      | 27,50%   | 20,90% |

## Crecimiento
Desde el 2004, La Araucanía ha crecido a los ritmos del país, con excepción de los años 2011-2012 y 2015-2016, donde creció a tasas más altas que las de Chile.

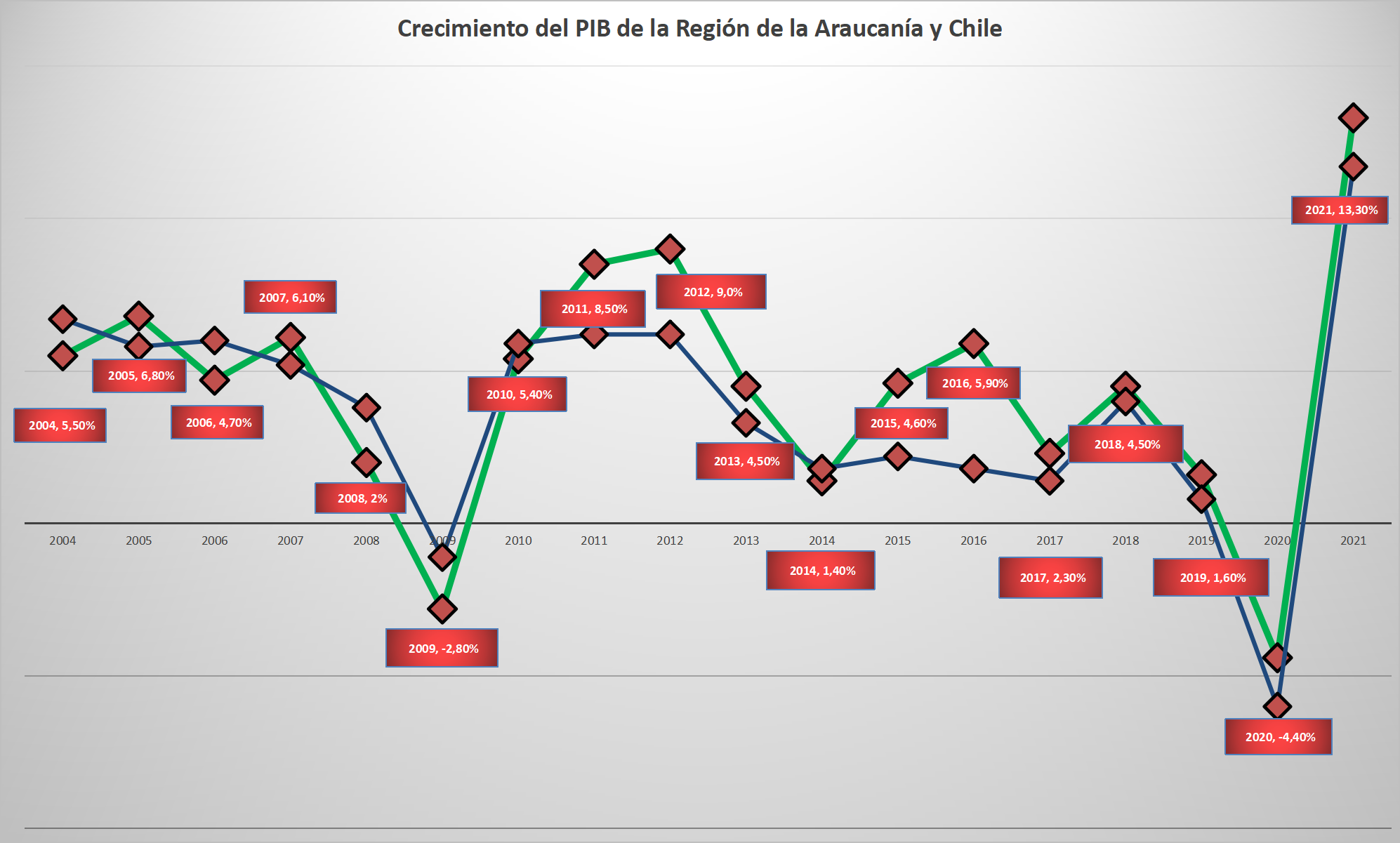
Gráfico del crecimiento de La Araucanía con Chile entre los años 2004-2021

| La Araucanía              | La Araucanía | La Araucanía | La Araucanía | La Araucanía | La Araucanía | La Araucanía | La Araucanía | La Araucanía | La Araucanía |
| Años                      | 2013         | 2014         | 2015         | 2016         | 2017         | 2018         | 2019         | 2020         | 2021         |
| ------------------------- | ------------ | ------------ | ------------ | ------------ | ------------ | ------------ | ------------ | ------------ | ------------ |
| Crecimiento del PIB       | 4,5%         | 1,4%         | 4,6%         | 5,9%         | 2,3%         | 4,5%         | 1,6%         | -4,4%        | 13,3%        |
| Acumulado                 | 4,5%         | 5,96%        | 10,84%       | 17,38%       | 20,08%       | 25,48%       | 27,49%       | 21,88%       | 38,09%       |
| Chile                     |              |              |              |              |              |              |              |              |              |
| Años                      | 2013         | 2014         | 2015         | 2016         | 2017         | 2018         | 2019         | 2020         | 2021         |
| Crecimiento del PIB Chile | 3,3%         | 1,8%         | 2,2%         | 1,8%         | 1,4%         | 4,0%         | 0,8%         | -6,0%        | 11,7%        |
| Acumulado Chile           | 3,3%         | 5,16%        | 7,47%        | 9,41%        | 10,94%       | 15,38%       | 16,30%       | 9,32%        | 22,11%       |

| La Araucanía              | La Araucanía | La Araucanía | La Araucanía | La Araucanía | La Araucanía | La Araucanía | La Araucanía | La Araucanía | La Araucanía |
| Años                      | 2004         | 2005         | 2006         | 2007         | 2008         | 2009         | 2010         | 2011         | 2012         |
| ------------------------- | ------------ | ------------ | ------------ | ------------ | ------------ | ------------ | ------------ | ------------ | ------------ |
| Crecimiento del PIB       | 5,5%         | 6,8%         | 4,7%         | 6,1%         | 2%           | -2,8%        | 5,4%         | 8,5          | 0,9          |
| Acumulado                 | 5,50%        | 12,67%       | 17,97%       | 25,17%       | 27,67%       | 24,09%       | 30,80%       | 41,91%       | 43,19%       |
| Chile                     |              |              |              |              |              |              |              |              |              |
| Años                      | 2004         | 2005         | 2006         | 2007         | 2008         | 2009         | 2010         | 2011         | 2012         |
| Crecimiento del PIB Chile | 6,7          | 5,8          | 6            | 5,2          | 3,8          | -1,1         | 5,9          | 6,2          | 6,2          |
| Acumulado Chile           | 6,70%        | 12,89%       | 19,66%       | 25,88%       | 30,67%       | 29,23%       | 36,86%       | 45,34%       | 54,35%       |

## Estadísticas

### PIB
| Año                              | 2017        | 2021        |
| -------------------------------- | ----------- | ----------- |
| PIB Nominal (en millones de USD) | $7.234      | $7.783      |
| PIB PPA (en millones de USD)     | $11.872     | $13.963     |
| PIB PC Nominal                   | $7.554 USD  | $8.235 USD  |
| PIB PC PPA                       | $11.933 USD | $13.659 USD |
| Desempleo (Promedio Anual)       | 8,23%       | 7,46%       |